# Alexis Ajinça
Alexis Ajinça (Saint-Étienne, Loira, 6 de mayo de 1988) es un exjugador de baloncesto francés retirado en el año 2019 tras abandonar es asistente de Washington wizards
Charlotte Bobcats en el Draft de la NBA. Mide 2,18 m (7′ 2″) y jugaba como pívot. Es primo del también jugador de baloncesto Melvin Ajinça.

## Trayectoria deportiva

### Francia
Ajinça comenzó jugando en el ÉB Pau-Orthez en la temporada 2006-07, donde disputó dos partidos, anotó dos puntos y capturó seis rebotes en 15 minutos de juego. También apareció en dos encuentros de la Euroliga, aunque la mayor parte de la temporada la pasó en el Pau-Orthez Espoirs, equipo júnior del Pau-Orthez. Allí promedio 12.5 puntos, 8 rebotes y 1.9 tapones por partido. En la siguiente campaña su participación aumentó de manera considerable jugando en el Hyères-Toulon. Promedió 5 puntos, 3.1 rebotes y 10.8 minutos en 24 partidos, anotando en dobles figuras en cuatro ocasiones.

### Selección nacional
Ajinça formó parte de la selección francesa que ganó la medalla de bronce en el Campeonato del Mundo Sub-19 de 2007 celebrado en Novi Sad, Serbia, promediando 7.4 puntos, 5.6 rebotes y 2.7 tapones por partido. También conquistó la medalla de oro en el Campeonato de Europa Sub-18 de 2006 en Grecia, con promedios de 6.9 puntos y 7.5 rebotes por encuentro. En 2005 participó en el Campeonato de Europa Sub-18 y en 2004 en el Campeonato de Europa Sub-16.

### NBA
En el Draft de la NBA de 2008 fue seleccionado por Charlotte Bobcats en la 20.ª posición. El 30 de noviembre de 2009 Alexis Ajinça fue asignado a los Maine Red Claws de la NBA Development League, pero fue llamado el 2 de febrero de 2010.
En julio de 2010 Ajinça es traspasado con Tyson Chandler a Dallas Mavericks por Erick Dampier, Matt Carroll, Eduardo Najera y dinero. Ajinça el 27 de diciembre de este año hizo su primer tiro acertado de tres puntos.
Los Mavericks lo traspasan el 24 de enero de 2011 a los Toronto Raptors.
El 20 de diciembre de 2013 anuncia su fichaje con los New Orleans Pelicans hasta final de temporada. Debutando el 21 de diciembre ante los Portland Trail Blazers consiguiendo 6 puntos y 11 rebotes.

## Estadísticas de su carrera en la NBA

### Temporada regular
| Año     | Equipo      | PJ  | PT | MPP  | %TC  | %3P  | %TL  | RPP | APP | ROB | TPP | PPP |
| ------- | ----------- | --- | -- | ---- | ---- | ---- | ---- | --- | --- | --- | --- | --- |
| 2008-09 | Charlotte   | 31  | 4  | 5.9  | .362 | .000 | .714 | 1.0 | .1  | .2  | .2  | 2.3 |
| 2009-10 | Charlotte   | 6   | 0  | 5.0  | .500 | .000 | .000 | .7  | .0  | .2  | .2  | 1.7 |
| 2010-11 | Dallas      | 10  | 2  | 7.5  | .375 | .429 | .667 | 1.7 | .2  | .3  | .5  | 2.9 |
| 2010-11 | Toronto     | 24  | 0  | 11.0 | .465 | .333 | .733 | 2.5 | .3  | .3  | .6  | 4.8 |
| 2013-14 | New Orleans | 56  | 30 | 17.0 | .544 | .000 | .836 | 4.9 | .7  | .4  | .8  | 5.9 |
| 2014-15 | New Orleans | 68  | 8  | 14.1 | .550 | .000 | .818 | 4.6 | .7  | .3  | .8  | 6.5 |
| 2015-16 | New Orleans | 59  | 17 | 14.6 | .476 | .000 | .839 | 4.6 | .5  | .3  | .6  | 6.0 |
| 2016-17 | New Orleans | 39  | 15 | 15.0 | .500 | .000 | .725 | 4.5 | .3  | .5  | .6  | 5.3 |
| Total   | Total       | 293 | 76 | 13.3 | .503 | .286 | .797 | 3.9 | .5  | .3  | .6  | 5.3 |

### Playoffs
| Año   | Equipo      | PJ | PT | MPP | %TC   | %3P  | %TL  | RPP | APP | ROB | TPP | PPP |
| ----- | ----------- | -- | -- | --- | ----- | ---- | ---- | --- | --- | --- | --- | --- |
| 2015  | New Orleans | 3  | 0  | 3.3 | 1.000 | .000 | .000 | .3  | .3  | .3  | .0  | 2.7 |
| Total | Total       | 3  | 0  | 3.3 | 1.000 | .000 | .000 | .3  | .3  | .3  | .0  | 2.7 |